# Asplenium aran-tohanum
Asplenium aran-tohanum är en svartbräkenväxtart som beskrevs av Alejandre och M.J.Escal. Asplenium aran-tohanum ingår i släktet Asplenium och familjen Aspleniaceae. Inga underarter finns listade.